# Orange gova
El Orange Gova cuenta con Android 4.3 Jelly Bean de momento sin posibilidad de actualizar excepto con una ROM personalizada.
Tiene una pantalla IPS LCD de 4.5” con una resolución 960 × 540 píxeles y una densidad de píxel por pulgada de 245. En su diseño destacan los 7.85 mm que van acompañados de un peso de 115 gr. en una dimensiones de 131 mm de largo por 65.3 mm de ancho.
El Orange gova se compone de un Qualcomm Snapdragon 400 de cuatro núcleos a 1,2 GHz Cortex-A7 y una GPU Adreno 305, junto a 1 GB de RAM. En memoria interna, incluye 8 GB ampliables a través de la ranura para tarjetas microSD de hasta 32 GB.
Nos encontramos con una cámara principal de 5 megapíxeles con flash LED, autoenfoque, zum digital de hasta 6x, con capacidad de grabar vídeos 720p/30 fps y con varios efectos.
La cámara frontal se queda con 1 megapíxel para videollamadas en HD 720p.
En cuanto a batería, 2.000 mAh son los que acompañan y dan vida al resto de características. Entre estas destacan: 
La conectividad LTE de cuarta categoría que proporciona velocidades de hasta 150 Mbps en descarga y 50 Mpbs de subida.
WiFi con DLNA, GPS y bluetooth 4.0. No cuenta con NFC aunque sí han incluido radio FM que posiblemente resultará útil para algunos.
- Datos: Q19768153